# Thomas Hürlimann
Thomas Hürlimann (Zug, 21 de diciembre de 1950) es un escritor suizo germanófono.
Su madre fue Margrit Gritli y su padre era el consejero federal Hans Hürlimann. Libros suyos como Der große Kater o Fräulein Stark han sido polémicos por criticar la sociedad suiza alemana. Vive actualmente en Willerzell, Suiza y Berlín, Alemania. 

## Obra
- Großvater und Halbbruder, Frankfurt am Main, 1980
- Die Tessinerin, Zúrich, 1981
- Stichtag; Großvater und Halbbruder, Frankfurt am Main, 1984
- Der Ball, Zúrich, 1986
- Das Gartenhaus, Zúrich 1989
- Der letzte Gast, Zúrich 1990
- Der Gesandte, Zúrich 1991
- Innerschweizer Trilogie, Zúrich 1991
- Die Satellitenstadt, Zúrich 1992
- Güdelmäntig, Einsiedeln 1993
- Unter diesen Sternen, Weilheim 1993
- Carleton, Zúrich 1996
- Der Franzos im Ybrig, Zúrich 1996
- Zwischen Fels und See, Múnich 1996
- Das Holztheater, Zúrich 1997
- Der große Kater, Zúrich 1998
- Das Lied der Heimat, Frankfurt am Main 1998
- Das Einsiedler Welttheater, Zúrich 2000, 2007
- Fräulein Stark, Zúrich 2001
- Himmelsöhi, hilf!, Zúrich 2002
- Vierzig Rosen, Zúrich 2006
- Das Einsiedler Welttheater, Zúrich 2007
- Der Sprung in den Papierkorb. Geschichten, Gedanken und Notizen am Rand, Zúrich 2008